# میهای چیک‌سنت‌میهایی
میهای چیک‌سِنت‌میهایی (به مجاری: Mihaly Robert Csikszentmihalyi؛ ۲۹ سپتامبر ۱۹۳۴ – ۲۰ اکتبر ۲۰۲۱) روان‌شناس مجارستانی‌تبار آمریکایی بود. او به خاطر پیشنهاد مفهوم اوج شهرت جهانی یافت. تدریس روان‌شناسی و مدیریت در دانشگاه تحصیلات تکمیلی کلرمونت و مدیریت گروه روان‌شناسی دانشگاه شیکاگو و گروه انسان‌شناسی و جامعه‌شناسی کالج لیک‌فارست بخشی از سابقه دانشگاهی اوست.
چیکسنت میهای به دلیل فعالیتهای ارزشمندش در زمینه روان‌شناسی مثبت در سال ۲۰۰۹ برنده جایزه توانمندیهای کلیفتون شد و در سال ۲۰۱۱ نیز جایزه سیچنی به او تعلق گرفت.

## تجربهٔ اوج
چیک‌سنت‌میهایی لحظه‌های ناب خلاقیت حرفه‌ای، علمی، هنری، ورزشی و غیره را زیر ذره‌بین بررسی علمی خود گذاشت. افراد خبره از هر طیفی در اوقاتی که علاقه‌مندانه، غرق فعالیت حرفه‌ای خود بوده‌اند، موضوع تأمل و پژوهش او قرار گرفتند. مطالعه‌شوندگان کسانی بودند که وقتشان را دقیقاً بر اساس علایق خود می‌گذراندند. او حالت روانی را که این افراد حین اشتغال به حرفه و مهارت خود تجربه می‌کردند «اوج» نامید. بنا به تعریف، اوج حالتی است که در آن فرد چنان غرق کاری می‌شود که هیچ چیز دیگر برایش اهمیتی ندارد و این تجربه آنچنان لذت‌بخش است که فقط به خاطر خودش انجام می‌شود.
تیم این پژوهش در دانشگاه شیکاگو و همکارانشان در سراسر جهان، تجربهٔ اوجِ هزاران نفر شامل نوجوانان توکیو، چوپانان ناواهو، کشاورزان کوه‌های آلپ و کارگران خطوط تولید شیکاگو را نیز بررسی کردند و به این نتیجه رسیدند که به رغم تفاوت سن و فرهنگ و جنسیت، در همگی آن‌ها توصیف این تجربه کاملاً یکسان بود.

## آثار
تاکنون ۴ کتاب از چیک‌سنت‌میهایی به فارسی برگردانده شده:
- تجربه اوج. ترجمهٔ رضا علوی. نشر شورآفرین.
- شغل خوب شغل پوچ. ترجمهٔ بهروز نوری. انتشارات ترجمان.
- خلاقیت: روان‌شناسی کشف و اختراع. ترجمهٔ عباس علی کتیرایی. نشر مازیار.

## یادداشت
1. ↑  Flow Theory